# Día de la haba
El día de la haba es un festival gastronómico celebrado en abril en Villanueva de la Concepción (Málaga) España.

## Características
Como su nombre indica, está dedicado a la haba, cultivo muy extendido en la localidad y se presenta en distintos platos como la cazuela o la tortilla de habas. Durante todo el día, los visitantes pueden degustar este producto en distintos platos del día, además de otros productos típicos de la zona. La fiesta está amenizada por música de todo el mundo así como por pandas de verdiales.